# Lukács család (szegedi)
A szegedi Lukács család egy újkori nemesítésű izraelita származású magyar család. A szegedi lakos Löwinger Jakab
(1814–1905) paplankészítő iparos és Pollák Júlia (1817–1895) gyermeke, eredetileg Löwinger József (1855–1928), az Angol–Osztrák-Bank budapesti fiókigazgatója szerzett nemességet, és a Lukács vezetéknevet vette fel. 1899. május 1-jén Lukács József nemességet, családi címert és a „szegedi” nemesi előnevet kapta Ferenc József magyar királytól. Lukács József később a Magyar Általános Hitelbank igazgatója lett. Szegedi Lukács József és Wertheimer Adél (1860–1917) fia szegedi Lukács György (1885–1971) filozófus, marxista politikus, esztéta, egyetemi tanár volt.